# Taxi (franchise)
Pour les articles homonymes, voir Taxi (homonymie) et Taxi (film).
 Pour plus de détails, voir Fiche technique et Distribution
Taxi est une saga cinématographique française produite et écrite par Luc Besson. Elle est composée de six films, dont un remake américain. La franchise a par ailleurs connu une adaptation télévisée, Taxi Brooklyn, une série française créée par Gary Scott Thompson.

## Composition

### Franchise originale française
- Taxi, film de Gérard Pirès, sorti en 1998
- Taxi 2, film de Gérard Krawczyk, sorti en 2000
- Taxi 3, film de Gérard Krawczyk, sorti en 2003
- Taxi 4, film de Gérard Krawczyk, sorti en 2007
- Taxi 5, film de Franck Gastambide, sorti en 2018

### Reprise américaine
- New York Taxi, film de Tim Story, sorti en 2004, reprise du film de 1998

### Série télévisée
- Taxi Brooklyn, créée par Gary Scott Thompson, sortie en 2014.

## Fiche technique
| Titre                        | Taxi                      | Taxi 2                    | Taxi 3                    | Taxi 4                                                  | Taxi 5                                             |
| ---------------------------- | ------------------------- | ------------------------- | ------------------------- | ------------------------------------------------------- | -------------------------------------------------- |
| Réalisateurs                 | Gérard Pirès              | Gérard Krawczyk           | Gérard Krawczyk           | Gérard Krawczyk                                         | Franck Gastambide                                  |
| Scénaristes                  | Luc Besson                | Luc Besson                | Luc Besson                | Luc Besson                                              | Franck Gastambide Stéphane Kazandjian Luc Besson   |
| Monteurs                     | Véronique Lange           | Thierry Hoss              | Yann Hervé                | Christine Lucas Navarro Frédéric Thoraval               | Julien Rey                                         |
| Producteurs                  | Luc Besson                | Luc Besson                | Luc Besson                | Luc Besson                                              | Luc Besson                                         |
| Producteurs                  | Michèle Pétin             |                           |                           |                                                         |                                                    |
| Producteurs                  | Laurent Pétin             |                           |                           |                                                         |                                                    |
| Musique                      | Akhenaton                 | Al Khemya                 | Kore et Skalp             | Tefa, Masta, Weallstar-Da. Octopusss                    | Kore                                               |
| Directeur de la photographie | Jean-Pierre Sauvaire      | Gérard Sterin             | Gérard Sterin             | Pierre Morel                                            | Vincent Richard                                    |
| Sortie cinéma                | 8 avril 1998              | 29 mars 2000              | 29 janvier 2003           | 10 février 2007 (Marseille) 15 février 2007 (nationale) | 7 avril 2018 (Marseille) 11 avril 2018 (nationale) |
| Durée                        | 90 minutes                | 88 minutes                | 87 minutes                | 97 minutes                                              | 102 minutes                                        |
| Budget                       | 8 100 000 €               | 10 700 000 €              | 14 490 000 €              | 17 300 000 €                                            | 20 390 000 €                                       |
| Genres                       | action, comédie policière | action, comédie policière | action, comédie policière | action, comédie policière                               | action, comédie policière                          |
| Pays d'origine               | France                    | France                    | France                    | France                                                  | France                                             |
| Sociétés de production       |                           |                           |                           |                                                         |                                                    |
| ARP Sélection                |                           |                           |                           |                                                         |                                                    |
| TF1 Films Production         |                           |                           |                           |                                                         |                                                    |
| StudioCanal                  | StudioCanal               | StudioCanal               | Apipoulaï                 | Apipoulaï                                               |                                                    |
| Leeloo Productions           | Leeloo Productions        | EuropaCorp                | EuropaCorp                | EuropaCorp                                              |                                                    |
| Distributeur France          | EuropaCorp Distribution   | EuropaCorp Distribution   | EuropaCorp Distribution   | EuropaCorp Distribution                                 | EuropaCorp Distribution                            |

## Distribution
| Personnages principaux   |                     |                        |                        |                   |                        |                    |
| Daniel Morales           | Samy Naceri         | Samy Naceri            | Samy Naceri            |                   | Samy Naceri            | Mentionné          |
| Émilien Coutant-Kerbalec | Frédéric Diefenthal | Frédéric Diefenthal    | Frédéric Diefenthal    |                   | Frédéric Diefenthal    | Mentionné          |
| Lilly Bertineau          | Marion Cotillard    | Marion Cotillard       | Marion Cotillard       |                   | Mentionnée             | Mentionnée         |
| Petra                    | Emma Sjöberg        | Emma Sjöberg           | Emma Sjöberg           |                   | Emma Sjöberg           |                    |
| Gérard Gibert            | Bernard Farcy       | Bernard Farcy          | Bernard Farcy          |                   | Bernard Farcy          | Bernard Farcy      |
| Q                        |                     |                        | Bai Ling               |                   |                        |                    |
| Belle Williams           |                     |                        |                        | Queen Latifah     |                        |                    |
| Andy Washburn            |                     |                        |                        | Jimmy Fallon      |                        |                    |
| Eddy Maklouf             |                     |                        |                        |                   |                        | Malik Bentalha     |
| Sylvain Marot            |                     |                        |                        |                   |                        | Franck Gastambide  |
| Samia Maklouf            |                     |                        |                        |                   |                        | Sabrina Ouazani    |
| Personnages secondaires  |                     |                        |                        |                   |                        |                    |
| Alain Trésor             | Édouard Montoute    | Édouard Montoute       | Édouard Montoute       |                   | Édouard Montoute       | Édouard Montoute   |
| Camille Coutant-Kerbalec | Manuela Gourary     |                        |                        |                   |                        |                    |
| Edmond Bertineau         |                     | Jean-Christophe Bouvet | Jean-Christophe Bouvet |                   | Jean-Christophe Bouvet | Mentionné          |
| Mme Bertinau             |                     | Frédérique Tirmont     |                        |                   | Frédérique Tirmont     |                    |
| Marta Robbins            |                     |                        |                        | Jennifer Esposito |                        |                    |
| Rachid dit Ricardo       |                     |                        |                        |                   |                        | Ramzy Bedia        |
| Toni Dog                 |                     |                        |                        |                   |                        | Salvatore Esposito |
| Michel Petrucciani       |                     |                        |                        |                   |                        | Anouar Toubali     |
| Sandrine Brossard        |                     |                        |                        |                   |                        | Sissi Duparc       |

## Box-office
|                          | Films             | Films              | Films             | Films             | Films               |                    |
| Taxi                     | Taxi 2            | Taxi 3             | Taxi 4            | Taxi 5            | Tous les films Taxi |                    |
| ------------------------ | ----------------- | ------------------ | ----------------- | ----------------- | ------------------- | ------------------ |
| Entrées France           | 6 522 121 entrées | 10 345 901 entrées | 6 151 691 entrées | 4 562 928 entrées | 3 653 933 entrées   | 31 236 574 entrées |
| Entrées Paris            | 1 193 927 entrées | 1 490 795 entrées  | 718 355 entrées   | 512 112 entrées   | 614 016 entrées     | 4 529 205 entrées  |
| Démarrage France         | 795 989 entrées   | 3 478 850 entrées  | 2 251 493 entrées | 2 010 736 entrées | 1 524 218 entrées   | 8 537 068 entrées  |
| Démarrage Paris          | 191 204 entrées   | 576 108 entrées    | 303 505 entrées   | 232 070 entrées   | 274 633 entrées     | 1 577 520 entrées  |
| Recettes aux États-Unis  | 268 254 $         | 729 844 $          | 497 208 $         | non sorti         | x                   | 1 495 306 $        |
| Total recettes mondiales | 44 486 269 $      | 65 114 802 $       | 64 497 208 $      | 65 114 802 $      | 42 000 000 $        | 281 213 081 $      |

## Série télévisée
En 2012, la chaine NBC a annoncé le développement d'une série adaptée des films. Le tournage de la première saison a débuté le 29 juillet 2013.
La série, qui se déroule à New York, ne reprend aucun personnage de la série cinématographique et n'est pas directement liée aux films. Elle suit Caitlin, une détective du NYPD, qui s’associe avec Léo, un chauffeur de taxi venant de Marseille, pour résoudre des enquêtes.
Le 27 février 2015, NBC annonce que la série a été annulée et qu'il n'y aurait pas de saison 2, malgré des audiences décentes sur TF1.

## Réception critique
Pour Samuel Douhaire de Télérama, Taxi est une « franchise globalement navrante, lancée après le succès populaire d’une série B plutôt rafraîchissante, juste avant la Coupe du monde 1998. À partir de Taxi 2 (2000), la saga produite par Luc Besson est devenue prodigue en humour franchouillard et de plus en plus avare en action, jusqu’au pantouflard Taxi 4 (2007), basé sur une intrigue de commissariat digne de Police Academy » et un Taxi 5 (2018) qui « rate son virage ».